# Маврикій на Чемпіонаті світу з водних видів спорту 2015
Маврикій взяв участь у Чемпіонаті світу з водних видів спорту 2015, який пройшов у Казані (Росія) від 24 липня до 9 серпня.

## Плавання
Плавці Маврикію виконали кваліфікаційні нормативи в дисциплінах, які наведено в таблиці (не більш як 2 плавці на одну дисципліну за часом нормативу A, і не більш як 1 плавець на одну дисципліну за часом нормативу B):
Чоловіки
| Спортсмен      | Дисципліна      | Попередній заплив | Попередній заплив | Півфінал        | Півфінал        | Фінал           | Фінал           |
| Спортсмен      | Дисципліна      | Час               | Місце             | Час             | Місце           | Час             | Місце           |
| -------------- | --------------- | ----------------- | ----------------- | --------------- | --------------- | --------------- | --------------- |
| Даррен Чан     | 100 м брасом    | 1:06.65           | 62                | Завершив виступ | Завершив виступ | Завершив виступ | Завершив виступ |
| Бредлі Вінсент | 50 м батерфляєм | 25.42             | 48                | Завершив виступ | Завершив виступ | Завершив виступ | Завершив виступ |

Жінки
| Спортсменка | Дисципліна     | Попередній заплив | Попередній заплив | Півфінал         | Півфінал         | Фінал            | Фінал            |
| Спортсменка | Дисципліна     | Час               | Місце             | Час              | Місце            | Час              | Місце            |
| ----------- | -------------- | ----------------- | ----------------- | ---------------- | ---------------- | ---------------- | ---------------- |
| Хітер Арсет | 100 м на спині | 1:06.25           | 52                | Завершила виступ | Завершила виступ | Завершила виступ | Завершила виступ |